# Billie Kay
 (juin 2021).
Jessica « Jessie » McKay (née le 23 juin 1989 à Sydney) est une catcheuse australienne. 
Elle est connue pour travailler à la World Wrestling Entertainment sous le nom de Billie Kay de 2014 à 2021. 
Au cours de sa carrière, elle remporte une fois le championnat par équipe féminine de la WWE avec sa compatriote Peyton Royce.

## Jeunesse
McKay a un frère fan de catch qui la contraint à regarder les émissions de la World Wrestling Federation/Entertainment. Elle commence à s'intéresser à ce divertissement et considère que les prestations de The Rock l'ont influencé dans son choix de carrière. Elle a connu Peyton Royce autre catcheuse de NXT pendant ses études.

## Carrière de catcheuse

### Circuit indépendant (2007-2014)

#### Professional Wrestling Alliance et diverses fédérations, en Australie (2007-2014)

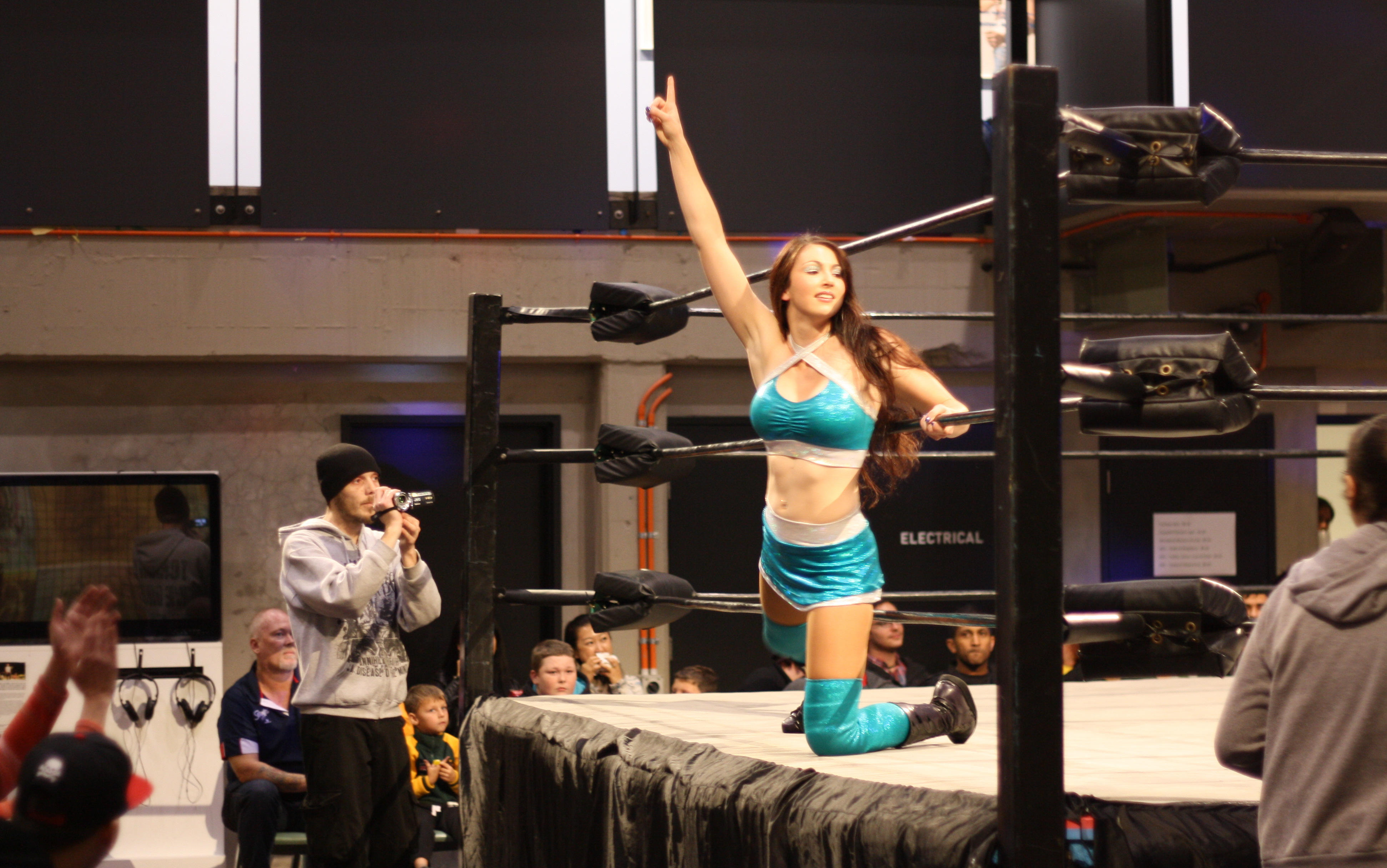
Jessie McKay entrant sur le ring en 2013.

McKay s'entraîne à l'Eagles Wrestling Academy en Australie auprès de Ryan et Madison Eagles (en). Elle débute à la Professional Wrestling Alliance (PWA) le 23 juillet 2007 où elle bat sa mentor et Aurora dans un Three Way match.
Elle affronte Eagles dans un Tables match le 17 mai 2008 et perd ce match,. Finalement, Eagles prend McKay sous son aile et elles forment les Pink Ladies, une équipe heel que Penni Lane rejoint. Elle remporte son premier titre le 2 août et devient championne Professional Wrestling Wonen's Alliance (PWWA) après sa victoire sur Kellie Skater (en). Elle perd ce titre le 21 novembre face à Penni Lane. Elle remporte une deuxième fois ce titre le 14 septembre 2009 et le perd le 11 juin 2010 après sa défaite face à Madison Eagles,.
Le 20 août 2010, elle participe à un match pour désigner la première championne IndyGurlz Australia à la New Horizon Pro Wrestling, une fédération installée à Perth, où Bombshell Bo remporte le titre dans un Three Way match comprenant aussi Awesome Kong.
En 2012, Madison Eagles qui est championne PWWA se blesse et la PWA décide d'organiser un tournoi pour désigner la championne par intérim, McKay atteint la finale en éliminant successivement Harley Wonderland le 21 avril puis Shazza McKenzie le 15 juin avant d'échouer en finale face à Evie le 25 août,,,.
En 2013, elle a deux matchs pour le championnat PWWA que détient Evie : le premier le 5 juillet étant un Three Way match comprenant aussi Kellie Skater et le second est un Four Way match le 8 novembre comprenant aussi Michelle K. Hasluck et Shazza McKenzie ; Evie remporte ces deux matchs,.
Elle effectue son dernier match à la PWA le 23 août 2014 où elle tente sans succès de battre Shazza McKenzie dans un match pour le championnat PWWA.

#### SHIMMER Women Athletes (2008-2014)
Elle débute à la Shimmer Women Athletes (SHIMMER), une fédération de catch féminin, le 19 octobre 2008 au cours de l'enregistrement de SHIMMER Volume 21 où elle fait équipe avec Madison Eagles (en) au cours du Gauntlet match par équipe pour désigner les premières championnes par équipe de la SHIMMER où elles sont les premières éliminé par les Canadian Ninjas (Portia Perez et Nicole Matthews).
Elle perd son premier match simple le 2 mai 2009 face à Kellie Skater (en) au cours de l'enregistrement de SHIMMER Volume 24. Le lendemain au cours de l'enregistrement de SHIMMER Volume 26, elle obtient sa première victoire dans cette fédération dans un Four corners match comprenant Jennifer Blake (en), Melanie Cruise (en) et Kellie Skater en faisant le tombé sur cette dernière.

### World Wrestling Entertainment (2014-2021)

#### NXT (2014-2018)
McKay participe à un tryout de la WWE durant son tour en Australie en aout 2014. Elle fait ses débuts à NXT en juin 2015, en perdant contre Becky Lynch. Courant 2015, elle change son nom de ring pour celui de Billie Kay. Le 21 octobre, elle perd contre Asuka. À la fin de 2015, elle devient la manager de Sylvester Lefort mais cette alliance se terminera en février à la suite du départ de ce dernier. Le 13 janvier, elle se fait éliminer d'une battle royale qui a été remporté par Carmella pour affronter Bayley pour le NXT Women's Championship. Elle fait sa première apparition dans le roster principal le 30 juin lors de Smackdown où elle perd face à Dana Brooke.
Le 27 juillet 2016 à NXT, elle bat Santana Garrett pour sa première victoire télévisée.
Lors de NXT Takeover: Brooklyn II, elle perd face à Ember Moon. Le 21 septembre, elle gagne contre Aliyah. En octobre, elle commence une alliance avec Peyton Royce, un groupe appelé "The Iconic Duo" et entrent en rivalité avec Liv Morgan. Le 23 novembre, elle perd avec Peyton Royce et Daria Berenato contre Ember Moon, Aliyah et Liv Morgan. Lors de NXT TakeOver: San Antonio, elle perd le match pour le NXT Women's Championship. Le 4 octobre à NXT, elle perd avec Peyton Royce contre Ruby Riot et Nikki Cross. Le 8 novembre à NXT, elle perd contre Kairi Sane.
Le 29 mars 2018 lors d'un Live de NXT, avec Peyton Royce, elle bat Candice LeRae et Dakota Kai. Le 31 mars 2018 lors d'un Live de NXT, Peyton Royce, Billie Kay et Shayna Baszler perdent contre Ember Moon, Jessie Elaban et Kairi Sane.

#### Débuts àSmackDown Liveet championne par équipe de la WWE avec Peyton Royce (2018-2019)
Le 10 avril à SmackDown Live, lors du Superstar Shake-Up, Peyton Royce et elle effectuent leurs débuts dans le show bleu, en tant que Heel, et attaquent Charlotte Flair, permettant à Carmella d'utiliser sa mallette sur cette dernière et de devenir la nouvelle championne de SmackDown. Le 24 avril à SmackDown Live, elles effectuent leur premier match en battant Becky Lynch et Asuka.
Le 6 octobre à Super Show-Down, elles battent Asuka et Naomi. 
Le 27 janvier 2019 au Royal Rumble, elle entre dans le Royal Rumble match féminin en 7e position, élimine Nikki Cross (aidée par son équipière) avant d'être elle-même éliminée par Lacey Evans. Le 17 février à Elimination Chamber, sa partenaire et elle ne deviennent pas les première championnes par équipe de la WWE, battues par la Boss'N'Hug Connection dans un Elimination Chamber match, qui inclut également Fire & Desire (Mandy Rose et Sonya Deville), le Riott Squad (Liv Morgan et Sarah Logan), Carmella et Naomi.
Le 7 avril à WrestleMania 35, elles deviennent les nouvelles championnes par équipe de la WWE en prenant leur revanche sur leurs mêmes adversaire et en battant également Divas of Doom, Nia Jax et Tamina dans un Fatal 4-Way Tag Team match, remportant les titres pour la première fois de leurs carrières.
Le 5 août à Raw, elles perdent face à Alexa Bliss et Nikki Cross dans un Fatal 4-Way Elimination Tag Team match, qui inclut également les Kabuki Warriors (Asuka et Kairi Sane) et Fire & Desire, ne conservant pas leurs titres et mettant fin à un règne de 120 jours. Six soirs plus tard lors du pré-show à SummerSlam, elles ne remportent pas les titres féminins par équipe de la WWE, battues par leurs mêmes adversaires.

#### Draft àRaw, dissolution des IIconics, Draft àSmackDownet départ (2019-2021)
Le 14 octobre à Raw, lors du Draft, elles sont annoncées être transférées au show rouge par Stephanie McMahon.
Le 14 juin 2020 à Backlash, elles ne remportent pas les titres féminins par équipe de la WWE, battues par la Boss'n'Hug Connection dans un Triple Threat Tag Team match, qui inclut également Alexa Bliss et Nikki Cross.
Le 30 août lors du pré-show à Payback, elles perdent face au Riott Squad. Le lendemain à Raw, elles ne deviennent pas aspirantes n°1 aux titres féminins par équipe de la WWE à Clash of Champions, battues par leurs mêmes adversaires, ce qui entraîne également la dissolution de leur équipe.
Le 13 octobre, elle est officiellement transférée à SmackDown.[réf. nécessaire]
Le 31 janvier 2021 au Royal Rumble, elle entre dans le Royal Rumble match féminin en 4e position, élimine Jillian Hall avant d'être elle-même éliminée par le Riott Squad.
Le 10 avril à WrestleMania 37, Carmella et elle ne deviennent pas aspirantes n°1 aux titres féminins par équipe de la WWE le lendemain, battues par les deux mêmes femmes dans un Tag Team Turmoil match, après avoir précédemment battu Lana et Naomi. Le 15 avril, elle est renvoyée par la compagnie.

### Impact Wrestling (2021-2022)
Le 9 octobre 2021, lors de Knockouts Knockdown, Impact Wrestling diffuse une vignette pour annoncer son arrivée et celle de Cassie Lee à Bound For Glory. Le 23 octobre 2021, lors de Bound For Glory, elle et Cassie Lee battent DecAy (Rosemary & Havok) et remporte les Impact Knockout Tag Team Championship.

## Palmarès
- Impact Wrestling
  - 1 fois Impact Knockout Tag Team Champion avec Cassie Lee

- Professional Wrestling Alliance (PWA)
  - 2 fois championne Professional Wrestling Women's Alliance (PWWA)[8]

- World Wrestling Entertainment
  - 1 fois WWE Women's Tag Team Champion avec Peyton Royce

## Récompenses des magazines
- Pro Wrestling Illustrated

| Année | 2009 | 2010-2011 | 2012 | 2013-2017 |
| ----- | ---- | --------- | ---- | --------- |
| Rang  | 49   | NC        | 34   | NC        |